# Palazzo del Municipio (Trequanda)
Il palazzo del Municipio di Trequanda, in provincia di Siena, si affaccia su piazza Garibaldi. L'attuale palazzo è stato costruito sopra uno più antico, forse medioevale, i cui resti sono ancora visibili sulla facciata posteriore del municipio.

## Descrizione
L'ampia facciata su piazza Garibaldi è divisa in due settori dall'esile torre civica merlata con orologio. Sia il settore di destra che quello di sinistra sono composti da una fascia inferiore in bugnato rettangolare e da una superiore in intonaco color giallo-crema. La facciata posteriore, che dà sui giardini pubblici, presenta i resti dell'antico palazzo medioevale. Questi costituiscono una facciata in cotto con bifore e trifore con archi a tutto sesto sostenuti da colonnine. Gran parte di esse sono murate perché i piani del palazzo erano più bassi degli attuali.